# Steve Forbert
Steve Forbert, né le 13 décembre 1954 à Meridian dans l'État du Mississippi, est un chanteur et guitariste de folk rock américain.

## Discographie

### Albums studio
- Alive on Arrival, Nemperor/CBS Records, 1978
- Jackrabbit Slim, Nemperor, 1979
- Little Stevie Orbit, Nemperor, 1980
- Steve Forbert, Nemperor, 1982
- Down in Flames Rolling Tide, 1983 (Released 2009)
- Streets of This Town, Geffen Records, 1988
- The American in Me, Geffen Records, 1992
- Mission of the Crossroad Palms, Giant/Warner Bros. Records, 1995
- Rocking Horse Head, Giant/Warner Bros. Records, 1996
- Evergreen Boy, Koch Records, 2000
- Any Old Time (Songs of Jimmie Rodgers), Koch Records, 2002
- Just Like There's Nothin' to It, Koch Records, 2004
- Strange Names & New Sensations, 429 Records, 2007
- The Place and the Time, 429 Records, 2009
- Down in Flames, Sony Music, 2010
- Over with You, Blue Corn Music, 2012[1]
- Compromised, Rock Ridge Music, 2015
- Flying at Night, Rolling Tide, 2016
- The Magic Tree, Blue Rose Music, 2018[2]
- Early Morning Rain, Blue Rose Music, 2020
- Moving Through America, Blue Rose Music, 2022
- Daylight Savings Time Blue Rose Music 2024

### Albums live
- King Biscuit Flower Hour: New York, 1982 1996
- Here's Your Pizza 1997
- Live at the Bottom Line 2000

### Compilations
- The Best of Steve Forbert: What Kinda Guy? Columbia/Sony 1993
- Young, Guitar Days Madacy/Rolling Tide Records 2001
- More Young, Guitar Days Valley Entertainment 2002
- Rock While I Can Rock: The Geffen Years Geffen 2003
- Alive on Arrival / Jackrabbit Slim 2CD reissue Blue Corn Records 2013
- An American Troubadour: The Songs of Steve Forbert Blue Rose Music 2017

### Musiques de film
- Knockaround Guys, 2001 : Romeo's Tune
- Margot at the Wedding, 2007 : Romeo's Tune et Goin' Down to Laurel

### Singles
- 1978: It Isn't Gonna Be That Way
- 1978: Goin' Down to Laurel
- 1979: Thinkin'
- 1979: Romeo's Tune (États-Unis no 11[3], Australie no 13, Canada no 8)
- 1980: Say Goodbye to Little Jo (États-Unis no 85[3])
- 1980: The Sweet Love That You Give (Sure Goes a Long Long Way)
- 1980: The Oil Song
- 1980: Big City Cat
- 1980: Song for Katrina
- 1980: Get Well Soon
- 1980: Cellophane City
- 1980: Lonely Girl
- 1980: Schoolgirl
- 1982: When You Walk in the Room
- 1982: Ya Ya (Next to Me)
- 1988: On the Streets of This Town
- 1988: Running on Love
- 1992: Born Too Late
- 1992: Responsibility
- 1992: Baby, Don't

### DVD
- The Steve Forbert DVD Anthology: You Cannot Win If You Do Not Play, 2005
- On Stage at World Cafe Live, 2007
- Steve Forbert in Concert, 2007

### Exclusivités SteveForbert.com
- Be Here Now: Solo Live Rolling Tide Records 1994
- Be Here Again: Solo Live Rolling Tide Records 1998
- Acoustic Live: The WFUV Concert Rolling Tide Records 2000
- Solo Live in Bethlehem Rolling Tide Records 2002
- Good Soul Food – Live at the Ark Rolling Tide Records 2004
- It's Been a Long Time: Live Acoustic with Paul Errico Rolling Tide Records 2006
- Best of the Downloads Vols. 1 + 2 (live compilation) Rolling Tide Records 2008
- Meridian CD/DVD Rolling Tide Records 2008
- Don't Look Down Rolling Tide Records 2011
- Get Your Motor Running Rolling Tide Records 2012
- Early On: The Best of the Mississippi Recordings Rolling Tide Records 2012
- Palladium (live in New York on November 24, 1979) Rolling Tide Records 2013
- New Liberty Half Vol. 1 (pre-production demos for The Place and the Time) Rolling Tide Records 2013
- A Safe Past Tense (studio demos from Over with You) Rolling Tide Records 2015